# Napoléon Gaillard
Pour les articles homonymes, voir Gaillard.
Napoléon Gaillard, dit aussi « Gaillard père », né à Nîmes le 7 juin 1815 et mort à Paris, le 16 octobre 1900, est un cordonnier français ayant participé en 1871 à la Commune. 
Il a notamment participé à l'érection d'une barricade place de la Concorde pendant la Commune de Paris, surnommée « Château Gaillard » en raison de sa taille imposante. 

## Biographie
Napoléon Gaillard est né à Nîmes le 7 juin 1815 d'un père cordonnier, l'attribution de ce prénom est un acte politique qui revendique l'héritage de la Révolution et l'opposition à la Restauration, surtout à Nîmes qui est une ville royaliste. Gaillard apprend le métier de cordonnier auprès de son père, il acquiert également une certaine instruction, il sait lire et écrire. C'est un cordonnier qualifié. Vers le milieu des années 1830, il est reçu compagnon du Devoir comme cordonnier-bottier, sous le nom de "Nîmois le Loyal" et fait son Tour de France. Il est possible qu'il ait assisté au cours de ce Tour à l'insurrection lyonnaise de 1834 et à la tentative insurrectionnelle infructueuse des sociétés républicaines parisienne de 1839. Il est aussi possible que ce soit au cours de cette période qu'il rencontre et adopte l'idée communiste, à travers la rénovation dans les milieux ouvriers du néo-babouvisme. 
À la fin des années 1840, Napoléon Gaillard vit en union libre avec Maria Cortès, ouvrière. Ensemble, ils ont un fils prénommé Gustave, dit Auguste Gaillard, né le 1er juin 1847. 
S'il est difficile de faire la part de l'héritage politique familial et de l'apprentissage compagnonnique, en 1848, Napoléon Gaillard accueille la Seconde République comme républicain démocrate franchement socialiste. Le 26 février 1848, il fait partie des Nîmois qui accueillent Armand Barbès à sa sortie de la Maison centrale. Il participe ensuite activement aux mouvements républicains de sa ville, participant à fonder des clubs politiques et prenant la parole lors des banquets. Il se situe alors clairement à l'extrême gauche, se réfère à la "Révolution de 1793", à Robespierre, Marat et Babeuf, ainsi qu'aux socialistes révolutionnaires de la monarchie de Juillet comme Blanqui et Barbès. Pendant cette période Napoléon Gaillard participe également aux tentatives d'organiser les travailleurs dans une association réunissant différents corps de métier à l'échelle de la ville. Cet activisme le conduit devant la justice, en juin 1849 il est ainsi jugé pour avoir fondé la société du bataillon de l'Égalité, calquant son organisation en 24 sections sur l'imitation des sociétés secrètes républicaine,.

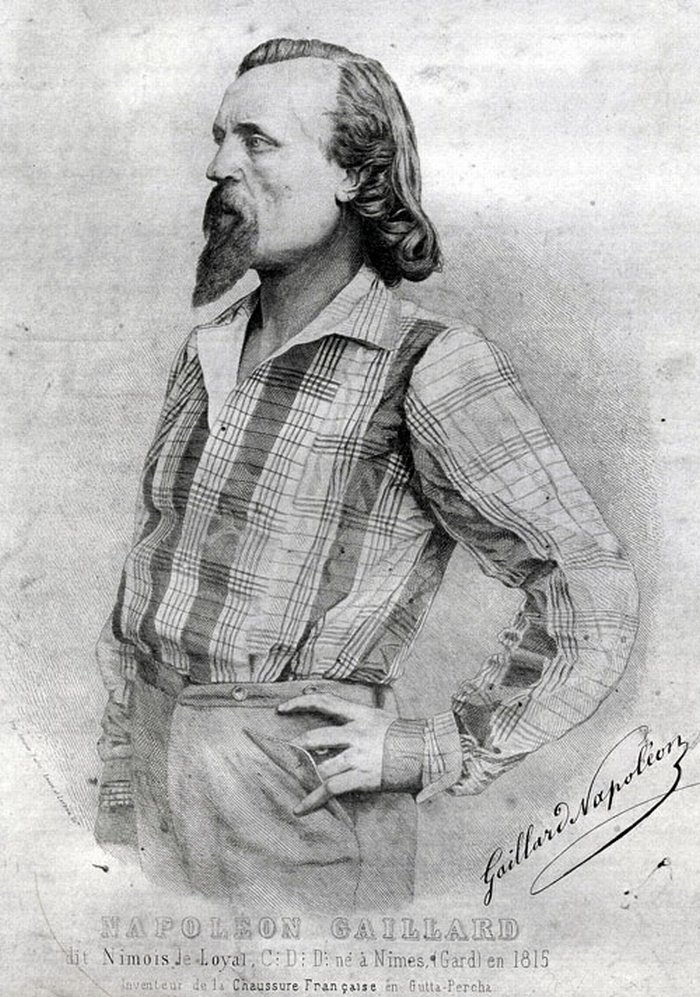
Napoléon Gaillard dit Nîmois le Loyal, compagnon du Devoir.

Après le coup d'État de décembre 1851, Gaillard semble s'éloigner de la politique et il se consacre à ses activités d'inventeur artisan en cordonnerie. En 1852, il dépose un brevet d'invention, perfectionné par la suite, pour une chaussure en gutta-percha, et participe à l'exposition universelle de Paris en 1855. À cette période, il quitte Nîmes pour s'installer à Paris avec sa famille. En 1853, il avait publié à Nîmes un mémoire descriptif de son invention, qui est plusieurs fois réédité et augmenté dans les années suivantes jusqu'en 1858.
En 1868, Napoléon Gaillard est installé à Belleville avec sa famille, il y participe activement au mouvement démocratique, notamment à travers le mouvement des réunions publiques lors desquelles il porte la contradiction aux orateurs des réunions bourgeoises. Il se revendique alors communiste égalitaire, athée libre-penseur et anti-bourgeois. Le 13 février 1869, il lance avec son fils Gustave un journal intitulé Les Orateurs des clubs. Réunions publiques, mais le journal cesse de paraître le 6 mars. Lors des élections de 1869, Napoléon Gaillard ne participe pas à la campagne pour le programme de Belleville de Gambetta : radicalement opposé à l'Empire, il propose un vote purement protestataire en faveur de Barbès. Il signe également la Déclaration de socialistes de toutes les doctrines publiée le 10 avril 1869 qui s'oppose au rapprochement tenté par certains socialistes avec les députés républicains, au nom d'une ligne de classe résumée par la formule « Les vaincus de Juin ne discutent pas avec leurs meurtriers ».
Cette activité militante le conduit à plusieurs reprises devant les tribunaux. Il est condamné en novembre 1868 à 500 francs d'amendes lors du « procès Baudin », son fils recevant 150 francs d'amende et un mois de prison. Il avait participé avec son fils Gustave à la redécouverte de la tombe du député Alphonse Baudin, ce qui avait lancé une initiative de souscription pour un monument mémoriel, manifestation menée par les Gaillard père et fils, et la souscription avait été attaquée par la justice impériale,. Il est à nouveau condamné au cours de l'année 1869, 1 mois de prison en janvier 1869, 2 mois de prison le 11 juin et encore 4 mois le 30 novembre. Ces passages répétés en prison l'affaiblissent et, malade des poumons, il est transporté dans une maison de santé du faubourg Saint-Denis, puis à Nice.

À partir du 4 septembre 1870, Gaillard s'investit dans le soutien à l'action de défense nationale. Il entre au Comité central des vingt arrondissements, créé pour centraliser l'action des comités de défense élus par la population rassemblée en réunions publiques. Il siège au Comité central aux côtés de Jules Vallès, représentant tous deux le comité de défense de Belleville. Gaillard est assidu aux séances jusqu'à la fin de l'année, il signe la première affiche rouge du 15 septembre, qui propose au gouvernement des mesures économiques et sociales énergiques, ainsi que sur le plan de la sécurité publique et de la défense. Après l'échec de la manifestation du 8 octobre, le Comité en conflit avec le gouvernement à propos de l'élection d'une municipalité de Paris, est un peu essoufflé. Gaillard est alors disposé à le remplacer par une organisation plus vigoureuse, un Comité central des réunions publiques de la capitale. Il reste cependant membre du comité et, en décembre, proteste contre la détention prolongée des militants arrêtés après la journée insurrectionnelle du 31 octobre 1871.

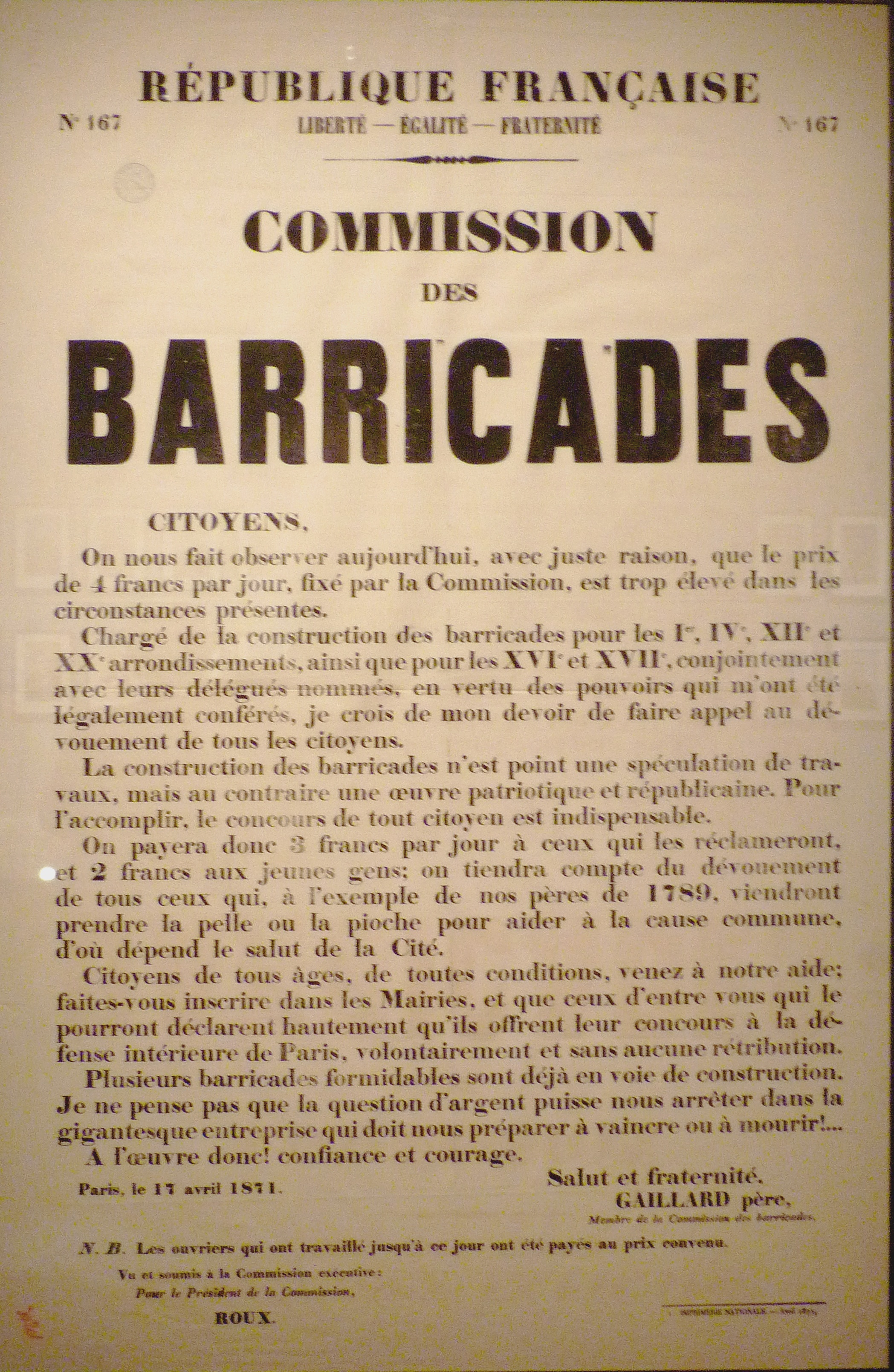
Affiche du 17 avril, signée Gaillard père, pour mobiliser la population à la construction des barricades dans Paris.

Après le 18 mars 1871, Napoléon Gaillard est candidat du Comité central pour l'élection à la Commune de Paris dans le 17e arrondissement, mais pas dans son arrondissement, le 20e, et seulement à la cinquième place, ce qui lui ôte la possibilité d'être élu. Il n'en apporte pas moins à la Commune un soutien actif. Le 30 mars, avec les membres du Comité central, il adhère pleinement aux décrets du 29 mars qui annulent les loyers dus pour les mois d'octobre 1870 à avril 1871, et suspendent les ventes d'objets déposés au Mont-de-piété. Un peu plus tard, Gaillard presse la Commune d'appliquer ses promesses électorales, d'assurer la publicité de ses réunions, de manifester sa fermeté, en particulier envers ceux qui entravent l'organisation de la Garde nationale.
Le 8 avril, une « Commission des barricades » est créée par Cluseret avec l'accord de la Commune, elle est présidée par Rossel. Elle doit comprendre des capitaines du Génie, deux membres de la Commune et un membre élu par arrondissement. Lorsqu'elle se réunit pour la première fois, le 12 avril, ne sont présents aux côtés de Miot, membre de la Commune, que les délégués de cinq arrondissements : le 9e, le 11e, le 14e ainsi que les 1er et 20e représentés par Napoléon Gaillard. La commission est chargée d'adapter le système des barricades à l'offensive de Versailles et de remplacer les barricades existantes par des fortifications mieux réfléchies et pensées en fonction de la guerre moderne.

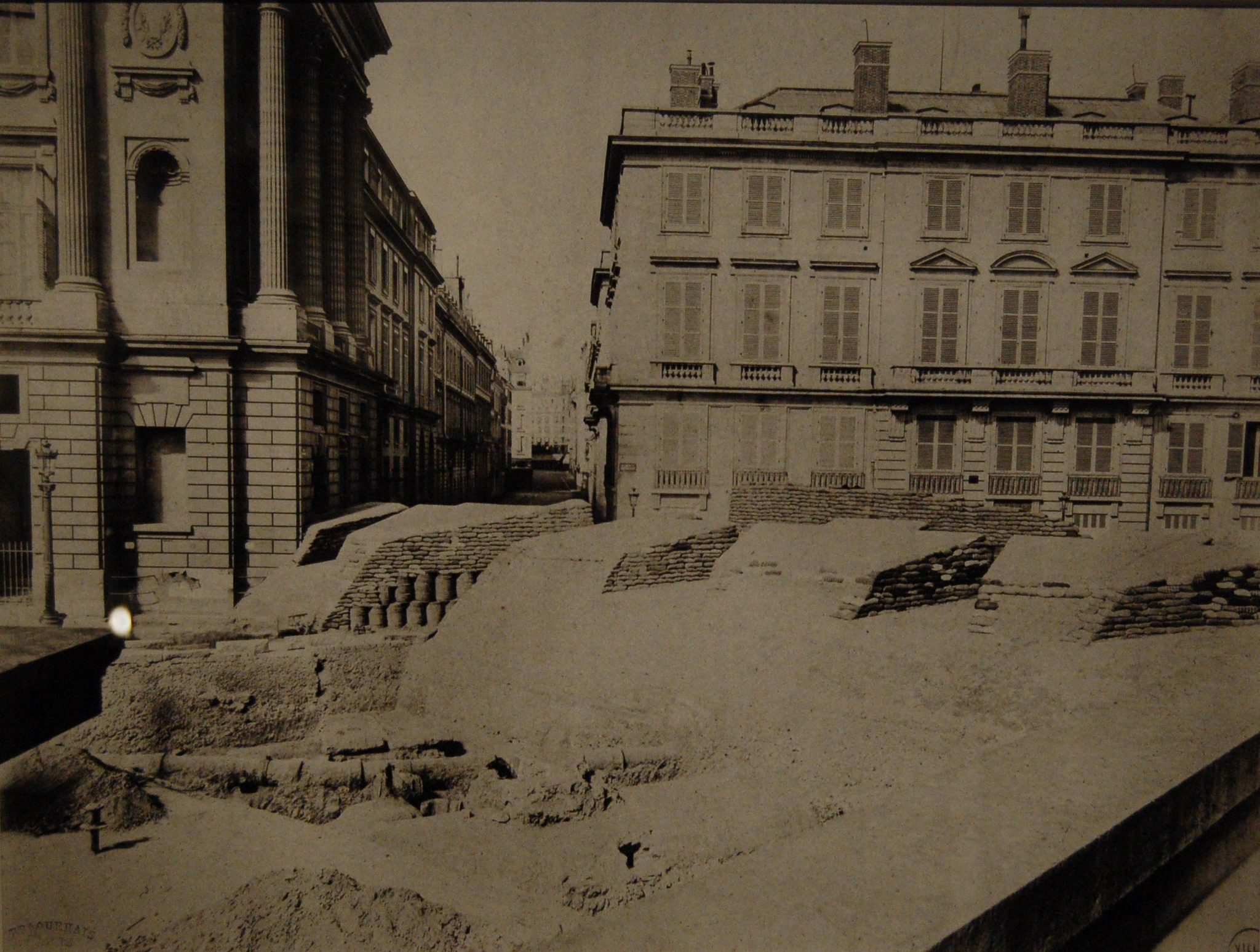
Barricade rue de Rivoli, dite "Château-Gaillard".

Gaillard est chargé par Rossel de faire construire des barricades dans les 1er, 20e, 16e et 17e arrondissements. Le 17 avril, il signe un appel aux « citoyens de tous âges et de toutes conditions » pour qu'ils viennent participer à la construction des barricades, « œuvre patriotique et républicaine », mais des barricadiers salariés sont également embauchés. Le 30 avril, Gaillard est nommé « directeur général des barricades, commandant le bataillon spécial des barricadiers » par Rossel. Il était chargé de construire un système de barricades formant une deuxième enceinte, en plus de trois enceintes fermées au Trocadéro, aux Buttes Montmartre et au Panthéon, formant des "citadelles" stratégiques. Il avait pouvoir de faire désigner par les municipalités les ingénieurs ou délégués chargés de travailler sous ses ordres.
Napoléon Gaillard démissionne de ses fonctions le 15 mai, huit jours après Rossel. Pendant la Semaine sanglante et la période qui suit il est hébergé par son avoué. Il s'exile ensuite en Suisse, où il arrive en décembre 1871 avec son fils. Il est condamné par contumace à la déportation en octobre 1872.
Napoléon Gaillard devient membre de la Section de propagande et d’action révolutionnaire socialiste de Genève, fondée par des proscrits français. Il fonde un café, « l’Estaminet français » à Carouge, qui devient un mémorial de la Commune. Arrivé en Suisse avec 4000 francs d'épargne, sans doute grâce aux ventes de son brevet, Gaillard a vu ses fonds s'épuiser dans l'investissement de son cabaret et par sa participation aux caisses de solidarités destinées à secourir les exilés. Vers 1876, il doit reprendre son métier de cordonnier et s’installe à Genève même. Il y vécut difficilement jusqu’à l’amnistie, d’abord avec sa compagne Sophie Rosalie Augustine Clavel, puis après le décès de celle-ci, avec Françoise Pauline Jacquet, dont il eut un enfant, et qu’il épousa ensuite, à Paris, le 30 novembre 1883. À cette même période il publie son "testament" professionnel, L’Art de la Chaussure ou moyen pratique de chausser le pied humain d’après les règles de l’hygiène et de l’anatomie, une brochure où il défend le métier de cordonnier comme un art qui doit faire des chaussures adaptées au pied de chaque individu. Fier de maîtriser son métier dans sa complexité, il s'oppose fondamentalement à l'industrialisation et à la standardisation qui aliène l'ouvrier de son produit.
Gaillard père rentre en France après l’amnistie générale votée le 11 juillet 1880. Retourné à Paris, il participe aux activités de divers groupes socialistes. Et alors, bien que vivant très pauvrement et déménageant fréquemment, il reste jusqu’à la fin de sa vie un militant très actif. Gaillard s'engage d'abord au sein du Parti ouvrier broussiste, la Fédération des travailleurs socialistes de France (FTSF) fondée en 1879 qui réunissait la plupart des militants ouvriers, socialistes et des anciens communards. En janvier 1881, bien que résidant dans le 11e arrondissement parisien, il est candidat du Parti ouvrier aux élections municipales dans le 1er arrondissement, quartier de la place Vendôme, et dans le 2e arrondissement, quartier Gaillon, où il fait des scores faibles.

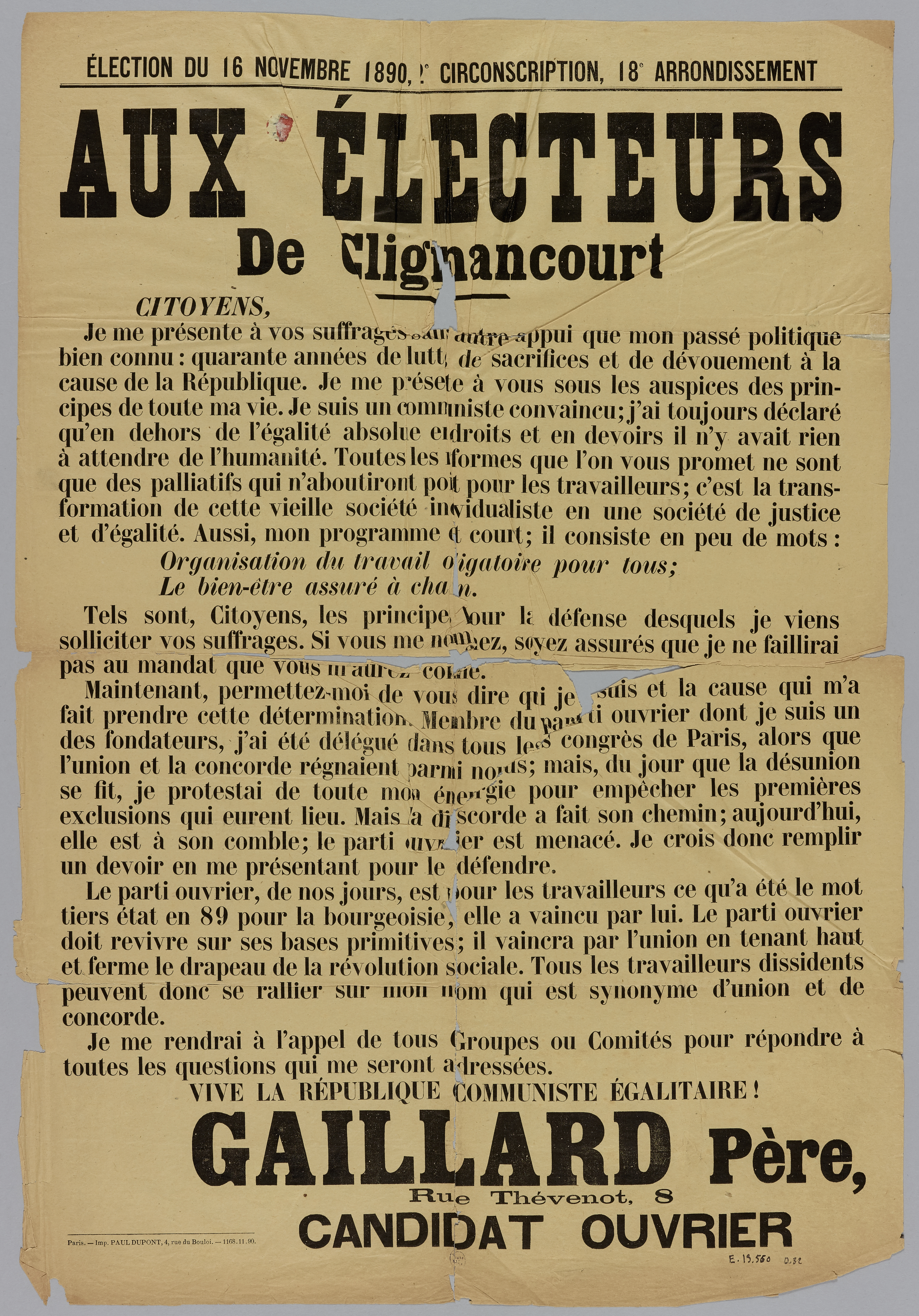
Affiche de Gaillard père, candidat ouvrier à Clignancourt, élection du 16 novembre 1890 (collection Carnavalet).

La FTSF est une fédération de cercles d’études et de chambres syndicale, Gaillard participe activement au cercle des combattants de la Commune et au cercle des communistes révolutionnaires du XIXe. Il s’investit à partir de 1883 dans la fondation d’une Fédération socialiste révolutionnaire des cercles des départements à Paris dont il est secrétaire. La même année il s’installa dans une petite boutique rue de la Grange-aux-Belles. En 1890, il se présente aux élections municipales de Clignancourt, et en 1893 aux législatives dans l’arrondissement de Saint-Denis, sans être élu. En 1894, il rejoint le Parti ouvrier socialiste révolutionnaire (POSR) de Jean Allemane, plus ouvriériste, lié aux syndicats révolutionnaires, le POSR critique le réformisme d'élus du possibilisme broussiste. En janvier 1896, Gaillard père fonde un groupe communiste du Ier arrondissement rattaché au POSR. Toujours fidèle à ses convictions et au communisme égalitaire, il doit finalement renoncer au militantisme en 1897 du fait de son âge. 
À la fin de sa vie, Gaillard père était concierge d’une maison communale au 2, passage des Petits-Pères où il pratiquait toujours son art de cordonnier. Il y mourut à 85 ans et fut enterré dans l’intimité au cimetière de Pantin le 18 octobre 1900.

## Sources
- « Napoléon Gaillard (1815-1900) Le cordonnier qui chaussa Paris de barricades (14) », L'Humanité, 25 juillet 2011
- « Napoléon Gaillard, chef barricadier de la commune », La Barricade, 1997